# Hypomanganate

Structure de l'anion hypomanganate.

En chimie, l'hypomanganate, également appelé manganate(V) ou tétraoxidomanganate(3−), est un anion (ion négatif) trivalent composé de manganèse et d'oxygène, de formule MnO43-.
Les hypomanganates sont habituellement bleu vif,. L'hypomanganate de potassium K3MnO4 est le sel le plus connu, mais l'hypomanganate de sodium Na3MnO4, l'hypomanganate de baryum Ba3(MnO4)2 et le sel mixte de potassium et de baryum KBaMnO4 sont également connus. L'anion peut remplacer le phosphate PO43- dans des variants synthétiques des minéraux apatite, et brownmillérite.

## Historique
L'anion manganate(V) a été signalé pour la première fois en 1946 par Hermann Lux, qui synthétisa l'hypomanganate de sodium bleu intense en faisant réagir l'oxyde de sodium Na2O et le dioxyde de manganèse MnO2 dans du nitrite de sodium NaNO2 fondu à 500 °C,. Il cristallisa aussi le sel à partir de solutions concentrées (50 %) d'hydroxyde de sodium sous forme de décahydrate Na3MnO4·10H2O.

## Structure et propriétés
Le manganate(V) est un oxyanion tétraédrique structurellement similaire au sulfate, au manganate et au permanganate. Comme attendu pour un complexe tétraédrique avec une configuration électronique d2, l'anion a un état fondamental triplet.
L'anion est une espèce bleu vif avec une absorption dans le visible maximale à la longueur d'onde λmax = 670 nm (ε = 900 dm3 mol−1 cm−1),.

## Stabilité
L'hypomanganate est instable vis-à-vis de la dismutation en manganate(VI) et en dioxyde de manganèse,. Les potentiels d'électrode estimés à pH 14 sont,, :
MnO42− + e− {\displaystyle \rightleftarrows } MnO43−   E = +0,27 V
MnO43− + e− + 2 H2O {\displaystyle \rightleftarrows } MnO2 + 4 OH−   E = +0,96 V
Cependant, la réaction est lente dans les solutions très alcalines (avec une concentration en OH− supérieure à  5–10 mol/L),.
La dismutation est supposée passer par un intermédiaire protoné, la constante de dissociation acide de la réaction HMnO42− {\displaystyle \rightleftarrows } MnO43− + H+ étant estimée à pKa = 13.7 ± 0.2. Cependant, K3MnO4 a été co-cristallisé avec Ca2Cl(PO4), permettant l'étude du spectre UV–visible de l'ion hypomanganate,.

## Préparation
Les hypomanganates peuvent être préparés par réduction prudente des manganates avec un sulfite, du peroxyde d'hydrogène ou du mandelate.
Les hypomanganates peuvent également être préparés par une méthode à l'état solide sous flux d'O2 autour de 1000 °C,,,. Ils peuvent être aussi préparés par des voies basse température telle que la synthèse hydrothermale ou la croissance sous flux. Il est produit en dissolvant du dioxyde de manganèse dans du nitrite de sodium fondu.

## Utilisation
Le composé fluorovanadate de strontium Sr5(VO4)3F, avec l'hypomanganate substitué par des unités orthovanadate, a été étudié pour de potentielles utilisations dans des lasers proche infrarouge.
Le sel de baryum Ba3(MnO4)2 a d'intéressantes propriétés magnétiques.

## Composés apparentés
En théorie, l'hypomanganate devrait être la base conjuguée de l'acide hypomanganique H3MnO4. Cet acide ne peut être obtenu à cause de sa dismutation rapide, mais sa troisième constante de dissociation acide a été estimée par la technique de radiolyse pulsée :
HMnO42− {\displaystyle \rightleftarrows } MnO43− + H+   pKa = 13.7 ± 0.2
Les esters cycliques de l'acide hypomanganique sont soupçonnés être des intermédiaires dans l'oxydation des alcènes par le permanganate.

## Voir également